# Clausenengen FK
Clausenengen Fotballklubb (CFK) là một câu lạc bộ bóng đá nằm ở Kristiansund, Na Uy. Nhiều cầu thủ nổi tiếng đã chơi ở câu lạc bộ này, bao gồm Ole Gunnar Solskjær, Øyvind Leonhardsen, Trond Andersen, Jan Erlend Kruse, Andre Flem, Arild Stavrum và Ola Lyngvær. Cho đến năm 2003, câu lạc bộ đã chơi các trận trên nhà của họ tại Atlanten Stadion.
Vào mùa thu năm 2003, hai đối thủ là Kristiansund FK và CFK đã đồng ý thành lập một đội bóng ưu tú mới có tên là Kristiansund BK. Clauenengen tiếp tục chơi ở các bộ phận thấp hơn.